# ستيف مريديث
ستيف مريديث (بالإنجليزية: Steve Meredith)‏ هو لاعب دوري الرغبي أسترالي، ولد في 26 أغسطس 1985 في ساموا.